# Rund um Berlin 1952
Rund um Berlin 1952 war die 46. Austragung des ältesten deutschen Eintagesrennens Rund um Berlin. Es fand am 5. Oktober über 225 Kilometer statt.

## Rennverlauf
Start und Ziel lagen in Weißensee. Große Enttäuschung herrschte bei den Organisatoren des Vereins SV Turbine Berlin, als nur 17 Fahrer der Leistungsklasse für das Straßenradrennen meldeten. Alle DDR-Auswahlfahrer hatten abgesagt. Die neu geschaffene Allgemeine Klasse erhielt acht Minuten Vorgabe. Nach 85 Kilometern war die Vorgabe allerdings aufgebraucht. Das Rennen verlief danach weitgehend ereignislos, es gab keine Ausreißversuche. So kam das Fahrerfeld geschlossen auf die Zielgerade, auf der Kirchhoff erst 100 Meter vor dem Zielband den Sprint eröffnete und knapp gewann.

## Ergebnisse
|     | Fahrer         | Verein                   | Zeit (h)  |
| --- | -------------- | ------------------------ | --------- |
| 01. | Rudi Kirchhoff | BSG Motor Friedrichshain | 6:19:45 h |
| 02. | Erich Schulz   | BSG Post Berlin          | 6:19:45 h |
| 03. | Heinz Sippli   | BSG Einheit Berliner Bär | 6:19:45 h |
| 0 … |                |                          |           |